# Greatest Hits (альбом ZZ Top)
Greatest Hits (англ. Лучшие хиты) — сборник американской рок-группы ZZ Top, вышедший в 1992 году.

## Об альбоме
Альбом представляет собой сборник лучших песен группы, собранных с предшествующих выпуску пяти альбомов группы. Кроме этих песен, для альбома были записаны две новые песни: Gun Love и кавер-версия песни Элвиса Пресли Viva Las Vegas, и два хита 1970-х La Grange и Tush, но взяты они были с перемикшированного сборника Six Pack 1987 года.
Альбом сумел добраться до 9 места в чарте The Billboard 200, а сингл Viva Las Vegas до 16 места в чарте Mainstream Rock Tracks.
В этом же году вышло видео формата VHS под одноимённым названием и сходным оформлением, содержащее видеоклипы группы (было перевыпущено на DVD в 2003 году)

## Список композиций
| №   | Название                                            | Музыка              | Длительность |
| --- | --------------------------------------------------- | ------------------- | ------------ |
| 1.  | «Gimme All Your Lovin'» (с альбома Eliminator)      | Гиббонс, Хилл, Бирд | 3:59         |
| 2.  | «Sharp Dressed Man» (с альбома Eliminator)          | Гиббонс, Хилл, Бирд | 4:14         |
| 3.  | «Rough Boy» (с альбома Afterburner)                 | Гиббонс, Хилл, Бирд | 4:50         |
| 4.  | «Tush» (с альбома Six Pack)                         | Гиббонс, Хилл, Бирд | 2:15         |
| 5.  | «My Head's in Mississippi» (с альбома Recycler)     | Гиббонс, Хилл, Бирд | 4:21         |
| 6.  | «Pearl Necklace» (с альбома El Loco)                | Гиббонс, Хилл, Бирд | 4:01         |
| 7.  | «I'm Bad, I'm Nationwide» (с альбома Degüello)      | Гиббонс, Хилл, Бирд | 4:46         |
| 8.  | «Viva Las Vegas» (ранее не издавалась)              | Помус, Шуман        | 4:47         |
| 9.  | «Doubleback» (с альбома Recycler)                   | Гиббонс, Хилл, Бирд | 3:53         |
| 10. | «Gun Love» (ранее не издавалась)                    | Гиббонс, Хилл, Бирд | 3:43         |
| 11. | «Got Me Under Pressure» (с альбома Eliminator)      | Гиббонс, Хилл, Бирд | 4:00         |
| 12. | «Give It Up» (с альбома Recycler)                   | Гиббонс, Хилл, Бирд | 3:32         |
| 13. | «Cheap Sunglasses» (с альбома Degüello)             | Гиббонс, Хилл, Бирд | 4:47         |
| 14. | «Sleeping Bag» (с альбома Afterburner)              | Гиббонс, Хилл, Бирд | 4:02         |
| 15. | «Planet of Women» (с альбома Afterburner)           | Гиббонс, Хилл, Бирд | 4:09         |
| 16. | «La Grange» (с альбома Six Pack)                    | Гиббонс, Хилл, Бирд | 3:52         |
| 17. | «Tube Snake Boogie» (с альбома El Loco)             | Гиббонс, Хилл, Бирд | 3:02         |
| 18. | «Legs» (с альбома Eliminator (танцевальный ремикс)) | Гиббонс, Хилл, Бирд | 4:31         |

## Трек-лист VHS
1. «Gimme All Your Lovin'»
2. «Sharp Dressed Man»
3. «Legs»
4. «TV Dinners»
5. «Sleeping Bag»
6. «Stages»
7. «Rough Boy»
8. «Velcro Fly»
9. «Give It Up»
10. «My Head’s in Mississippi»
11. «Burger Man»
12. «Viva Las Vegas»

## Чарты
Альбомы – Billboard (Северная Америка)
| Год  | Чарт              | Позиция |
| ---- | ----------------- | ------- |
| 1992 | The Billboard 200 | 9       |

Синглы – Billboard (Северная Америка)
| Год  | Сингл          | Чарт                   | Позиция |
| ---- | -------------- | ---------------------- | ------- |
| 1992 | Viva Las Vegas | Mainstream Rock Tracks | 16      |

## Состав
- Билли Гиббонс — вокал, гитара
- Дасти Хилл — бас-гитара
- Фрэнк Бирд — ударные